# 圣昂热勒 (科雷兹省)
圣昂热勒（法語：Saint-Angel，法語發音：[sɛ̃t‿ɑ̃ʒɛl]）是法国科雷兹省的一个市镇，属于于塞勒区

## 地理
圣昂热勒（45°30'13"N, 2°13'54"E）面积47.54 平方千米，位于法国新阿基坦大区科雷兹省，该省份为法国中南部省份，北起上维埃纳省和克勒兹省，西接多爾多涅省，南至洛特省，东临多姆山省和康塔爾省。
与圣昂热勒接壤的市镇（或旧市镇、城区）包括：阿莱拉、沙沃罗什、孔布勒索勒、梅斯特、梅马克、帕利斯、于塞勒、瓦列尔格。

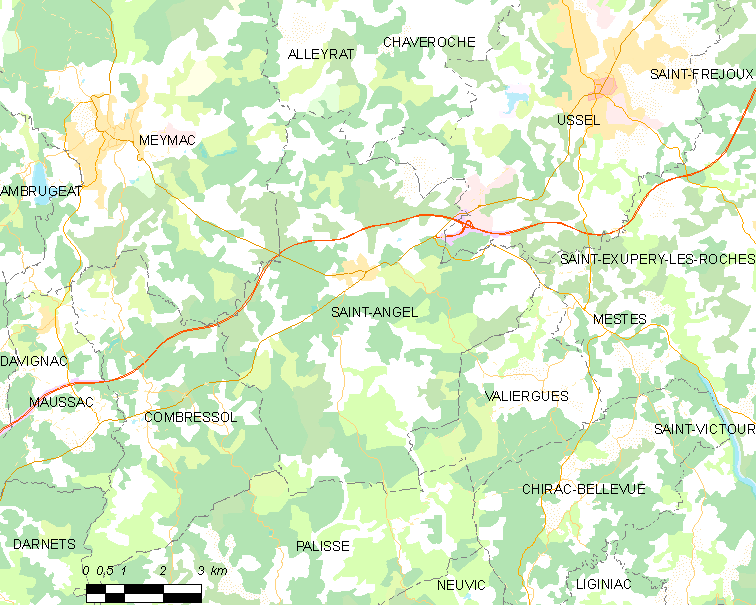
的OSM定位图

圣昂热勒的时区为UTC+01:00、UTC+02:00（夏令时）。

## 行政
圣昂热勒的邮政编码为19200，INSEE市镇编码为19180。

## 政治
圣昂热勒所属的省级选区为米勒瓦什高原县。

## 人口

1962-2008年间人口变化图示

圣昂热勒于2022年1月1日时的人口数量为705人。